# Maxifoot
Maxifoot.fr (ex-Foot Mag de 1998 à mai 2000) est l'un des principaux sites sportifs sur Internet fondé en 1998 par Vincent Pakula. On y retrouve toute l'actualité du football français et international : brèves, articles d'actualité, résultats, interviews, chroniques.
Édité par la société ADVIMEDIA SARL., le site web revendique une audience de plus de 150 000 visiteurs uniques par jour (janvier 2010). Parmi les autres sites créés par la société : Maxifoot-Live.com (service de score en direct) ou Win3F.fr (jeux de pronostics).
La nouvelle version (V3) du site - qui a été mise en ligne le 5 janvier 2010 - a donné naissance à une nouvelle identité et nouveau logo.
L'audience du site dépasse les 600 000 visites par jour en 2017.